# Pilea gansuensis
Pilea gansuensis är en nässelväxtart som beskrevs av C.J. Chen och Z.X. Peng. Pilea gansuensis ingår i släktet pileor, och familjen nässelväxter. Inga underarter finns listade i Catalogue of Life.